# Stefan Majewski
Stefan Majewski   (Bydgoszcz, 31 de gener de 1956) és un exfutbolista polonès de la dècada de 1980 i entrenador.
Fou 40 cops internacional amb la selecció polonesa amb la qual participà en la Copa del Món de Futbol de 1982 i a la Copa del Món de Futbol de 1986.
Pel que fa a clubs, defensà els colors de Gwiazda Bydgoszcz, Zawisza Bydgoszcz, Legia Varsòvia, 1. FC Kaiserslautern (Alemanya), Arminia Bielefeld (Alemanya) i Apollon Limassol (Xipre).
Un cop retirat fou entrenador.